# Tori Anderson
Victoria „Tori“ Anderson (* 29. Dezember 1988 in Edmonton, Alberta) ist eine kanadische Schauspielerin. Sie ist im deutschen Sprachraum vor allem bekannt für ihre Rolle als Königin Titania in der Serie Das Königreich der Anderen, für die Darstellung der Blake Crawford in der Serie Blindspot sowie für die Hauptrolle in dem 2018 erschienenen Fernsehfilm Weihnachten In Christmas Creek (Originaltitel: Return to Christmas Creek).

## Leben und Karriere
Anderson stammt aus Edmonton, Alberta, sie besuchte die Frances Kelsey Secondary School in Mill Bay, British Columbia. Danach studierte sie Kunst an der York University in Toronto und schloss 2011 mit Magna cum laude in Schauspiel ab.
In den ersten Jahren ihrer Karriere trat Anderson noch mit dem Vornamen Victoria auf, so beispielsweise in dem 2006 erschienenen Film Das Geheimnis der Meerjungfrau. Seit 2013 verwendet sie den Vornamen Tori.
Im Jahr 2014 wurde Anderson in der Serie Open Heart des kanadischen Senders YTV besetzt, wo sie die Rolle der Dr. London Blake, der älteren Schwester der Hauptfigur, spielte. Im Jahr 2016 spielte Anderson in der Nickelodeon-Serie Das Königreich der Anderen die Rolle der Königin Titania, der Mutter der Hauptfigur.
In der US-amerikanischen Dramedy-Fantasy-Fernsehserie No Tomorrow spielte sie als Evie Covington eine der Hauptrollen. Von 2017 bis 2019 war Anderson in der dritten und vierten Staffel der Serie Blindspot in der Rolle der Blake Crawford zu sehen. In dem 2018 erschienenen Fernsehfilm Weihnachten In Christmas Creek spielt sie die Hauptrolle. Sie verkörpert darin die App-Entwicklerin Amelia Hayes, die in der Vorweihnachtszeit die Kleinstadt Christmas Creek besucht, in der sie ihre Kindheit und Jugend verbracht hatte. Dort trifft sie ihren Onkel sowie ihren damaligen besten Freund und entdeckt die Bedeutung von Weihnachten wieder. Seit Herbst 2021 erscheint Anderson als DIA Special Agent Kate Whistler in der US-amerikanischen Krimiserie Navy CIS: Hawaiʻi.
Seit Januar 2018 ist Tori Anderson mit Mitch Myers verheiratet.

## Filmografie
- 2003: Twilight Zone (The Twilight Zone, Fernsehserie, Folge Developing)
- 2003: Tru Calling – Schicksal reloaded! (Tru Calling, Fernsehserie, Pilotfolge)
- 2004: Cable Beach (Fernsehfilm)
- 2004: Smallville (Fernsehserie, Folge Truth)
- 2006: Das Geheimnis der Meerjungfrau (The Mermaid Chair, Fernsehfilm)
- 2006: To Have and to Hold (Fernsehfilm)
- 2007: 4400 – Die Rückkehrer (The 4400, Fernsehserie, Folge The Wrath of Graham)
- 2010: Troop – Die Monsterjäger (The Troop, Fernsehserie, Folge Unpleasantville)
- 2012: Mayday – Alarm im Cockpit (Mayday, Fernsehserie, Folge Nowhere to Land)
- 2012: Murdoch Mysteries (Fernsehserie, 2 Folgen)
- 2012: Rookie Blue (Fernsehserie, Folge The Girlfriend Experience)
- 2012: The L.A. Complex (Fernsehserie, 6 Folgen)
- 2012: Flashpoint – Das Spezialkommando (Flashpoint, Fernsehserie, Folge Keep the Peace: Part 1)
- 2013: Blink (Fernsehfilm)
- 2014: Warehouse 13 (Fernsehserie, Folge A Faire to Remember)
- 2014: Killing Daddy (Fernsehfilm)
- 2015: Reign (Fernsehserie, Folge Getaway)
- 2015: Backstrom (Fernsehserie, Folge Dragon Slayer)
- 2015: Open Heart (Fernsehserie, 12 Folgen)
- 2015: MsLabelled (Webserie, 19 Folgen)
- 2016: Das Königreich der Anderen (The Other Kingdom, Fernsehserie, 10 Folgen)
- 2016: Killjoys (Fernsehserie, 4 Folgen)
- 2016–2017: No Tomorrow (Fernsehserie, 13 Folgen)
- 2017–2019: Blindspot (Fernsehserie, 12 Folgen)
- 2018: Caught (Miniserie, 5 Folgen)
- 2018: Weihnachten In Christmas Creek (Return to Christmas Creek, Fernsehfilm)
- 2019: Ransom (Fernsehserie, Folge Indiscretion)[10]
- 2019: Love Under The Olive Tree (Fernsehfilm)[11]
- 2020: Spotlight on Christmas (Fernsehfilm)
- 2021: Ein Kuss für die Brautjungfer (You May Kiss the Bridesmaid, Fernsehfilm)
- 2021: A Chance For Christmas (Fernsehfilm)
- 2021: The Secret Sauce (Fernsehfilm)
- 2021: Und täglich grüßt das Weihnachtsfest (Fernsehfilm)
- 2021–2024: Navy CIS: Hawaiʻi (Fernsehserie)
- 2022: A Bridesmaid in Love (Fernsehfilm)[1]
- 2022: Campfire Christmas (Fernsehfilm)